# Miramar (romanzo)
Miramar (in arabo ميرامار) è un romanzo dello scrittore egiziano Nagib Mahfuz del 1967. Insieme a La quaglia e l'autunno (al-Summan wa'l-kharif) del 1962 è l'unico romanzo di Mahfuz che non si svolge al Cairo. In questa sua opera narrativa l'autore adotta una tecnica di racconto particolare, già usata soprattutto nel cinema; le vicende sono infatti narrate a turno da quattro protagonisti della storia che, di volta in volta, danno una loro visione dei fatti, spesso in contrasto l'uno con l'altro, rivelando simpatie, antipatie e sentimenti a volte esasperati. 

## Trama
Miramar è il nome di una piccola pensione di Alessandria d'Egitto, un tempo elegante e ricercata, ora solo un ricordo fatiscente del bel tempo passato. La proprietaria, la signora Marianna, matura vedova di origine greca, ai suoi tempi bella e felice, vive nel ricordo degli anni migliori e cerca ostinatamente di mandare avanti la sua piccola attività. Anche la città di Alessandria non è più quella di una volta, ormai abbandonata dai tanti europei che l'avevano scelta; è il ritratto di un luogo malinconico, freddo, battuto dai venti e dalla pioggia invernale. È la fine del 1966 e gli echi degli avvenimenti politici della dittatura di Nasser, con gli espropri e le nazionalizzazioni, sfiorano solo la vita della pensione e si ritrovano in parte negli avvenimenti che hanno colpito l'esistenza dei vari personaggi che mano a mano entrano a far parte del romanzo.
Un giorno arriva al Miramar Amer Wagdi, anziano giornalista in pensione, ex militante del Wafd, partito nazionalista liberale, che ritorna dopo molti anni da Marianna, la donna che aveva amato, in cerca un posto tranquillo dove passare il resto della sua vita. Alla pensione Amer conosce Zahra, la cameriera, che è fuggita dalla campagna del Delta perché il nonno voleva che sposasse un vecchio del paese. Zahra è bella e determinata e con il vecchio giornalista, che ne è affascinato, si instaura un rapporto di amicizia e rispetto. Poco dopo un altro cliente viene accolto da Marianna: è Tolba Marquz, maturo ex uomo politico ed ex proprietario terriero a cui lo Stato ha confiscato i beni. Il terzo ospite della pensione è Sharan al-Buheyri, un giovane di bell'aspetto e dallo sguardo penetrante, ragioniere in una compagnia tessile; Sharan aveva incontrato per caso Zahra, rimanendone affascinato a tal punto che, nonostante vivesse da tempo con Safiya, aveva deciso di abbandonare casa e compagna e stabilirsi al Miramar per starle vicino.
Una settimana dopo un ulteriore ospite si aggiunge: è un giovane proprietario terriero, Hosni Allam, che si rivelerà un essere dissoluto e donnaiolo al punto di molestare pesantemente Zahra. A lui segue Mansur Bahi, giovane annunciatore di Radio Alessandria, persona negativa e problematica, tormentato dalla colpa di aver tradito il suo miglior amico portandogli via la moglie. La vita del Miramar si svolge normalmente e gli ospiti spesso si ritrovano per ascoltare alla radio la cantante Umm Kulthum. Sharan, dopo molte insistenze, riesce a far breccia nel cuore di Zahra e vorrebbe farne la sua amante; ma la giovane desidera di più dalla vita, un matrimonio e un'esistenza decorosa e decide quindi di istruirsi facendo venire alla pensione una giovane maestra, Aleya. Sharan, che è un arrivista, abbandona Zahra per fidanzanzarsi con l'insegnante, cosa che potrebbe dargli una posizione rispettabile; una scenata di Zahra presso i futuri suoceri del giovane gli fanno però perdere questa occasione. Nel contempo, non pago del suo lavoro di contabile, Sharan progetta con un collega il furto di un camion di filati da vendere al mercato nero, ma, quando la cosa viene scoperta, egli, sconvolto, si allontana e si abbandona all'alcool; in preda alla disperazione, finisce per tagliarsi le vene in strada. Mansur Bahi, sempre più tormentato dalla sua incapacità di vivere, segue quella sera stessa Sharan che egli disprezza profondamente, per cercare di vendicarsi su di lui di tutto ciò che odia in se stesso; lo trova infine a terra in quell'angolo di strada e lo riempie di calci al punto di credere di averlo ucciso. Mansur si autodenuncia, ma ovviamente non verrà incriminato mentre Zahra è costretta a lasciare la pensione e, risoluta più che mai, si avvia ben decisa a prendere in mano la propria vita.

## Edizioni italiane
- Miramar, trad. di Isabella Camera d'Afflitto, Roma, Edizioni Lavoro, 1989 ISBN 8879103687